# باسكي محلة (بالا خيابان ليتكوة)
باسکي محلة (بالفارسية: پاسکی‌محله) هي قرية تقع في إيران في قسم بالا خیابان لیتکوة الريفي. يقدر عدد سكانها بـ 376 نسمة بحسب إحصاء 2016.